# ثنائيات التشعب
ثنائيات التشعب (الاسم العلمي: Bifurcata) هي أصنوفة من الزواحف تتبع رتبة الحرشفيات من طائفة العظايا الحرشفية.

## التصنيف
- ثنائيات التشعب
  - الحرشفيات الفوقية
    - حاملات السم
      - الحفافيث